# Babette Mangolte
Babette Mangolte, née en 1941 à Montmorot dans le Jura, est une réalisatrice, directrice de la photographie et artiste franco-américaine.

## Biographie
Babette Mangolte est née en 1941,. Elle déclare que le film L’Homme à la caméra de Dziga Vertov de 1929 lui a donné sa vocation. 
Elle étudie le cinéma à l’École nationale de la Photographie et de la Cinématographie (aujourd’hui École nationale supérieure Louis-Lumière) à Paris. En 1970, elle s'installe à New York. Elle y rencontre Chantal Akerman, avec qui elle réalise son premier film, La Chambre, en 1972. Babette Mangolte raconte qu’elles souhaitaient toutes deux « trouver un langage » pour articuler leur pensée féministe. À ce sujet elle explique : « nous partagions le sentiment d’être ignorées et nous nous sommes rendus compte que si nous travaillions ensemble, nous pourrions communiquer des expériences qui n’avaient pas encore été racontées. [...] Nous avons discuté de ce que nous pouvions et devrions faire et de la nécessité d’inventer notre propre langage, sans aucune référence au monde dominé par les hommes, tout en nous immergeant dans la créativité débordante de New York. »
Elle est par la suite directrice de la photographie pour de nombreux films de Chantal Akerman (Hôtel Monterey, Jeanne Dielman, 23, quai du commerce, 1080 Bruxelles, News from Home) et de The Gold Diggers de Sally Potter. 
Elle dit être une vraie cinéphile et aimer le travail de John Ford, Alfred Hitchcock, Luchino Visconti et Robert Bresson.
Sa pratique, allant de la photographie 35 mm au film 16 mm en passant par le numérique, examine les problématiques du corps en mouvement. À partir des années 1970, elle filme le travail de plusieurs chorégraphes comme Trisha Brown (collaboration qui a donné naissance à la vidéo Water Motor), Lucinda Childs, Philip Glass ou Yvonne Rainer. 
En 2019, une sélection de ses écrits est publiée aux éditions Sternberg Press, sous le titre Selected Writings – 1998-2015. La même année, une première rétrospective française lui est consacrée au Musée  d’art contemporain de Rochechouart. En 2022, son travail est présenté aux Rencontres internationales de la photographie d'Arles où elle reçoit le Prix Women in Motions pour la photographie.

## Expositions personnelles
- Babette Mangolte: An Exhibition and a Film Retrospective, VOX, centre de l’image contemporaine, Montréal, du 25 janvier au 20 avril 2013[14].
- Babette Mangolte: I = Eye, Kunsthalle Wien, Vienne, du 18 décembre 2016 au 12 février 2017[15].
- Babette Mangolte - Space to see, Musée départemental d’art contemporain de Rochechouart, du 1er mars au 16 septembre 2019[16].
- Babette Mangolte - Capter le mouvement dans l'espace, Rencontres de la photographie d'Arles, Église Sainte-Anne, Arles, 4 juillet au 25 septembre 2022[17]

## Publications
- Selected Writings – 1998-2015, Presses du Réel, 2019.

## Récompenses et distinctions
(Liste non exhaustive)
- 2022 : Prix Women In Motion pour la photographie[17]